# Music from “The Elder”
Music from «The Elder» (с англ. — «Музыка для кинофильма „Старший“») — девятый студийный концептуальный альбом американской рок-группы Kiss, вышедший в 1981 году на лейбле Casablanca Records. Последний альбом, где Эйс Фрэйли исполнил все гитарные партии сам, и первый с новым барабанщиком Эриком Карром.

## Об альбоме
- «Хочу официально заявить, что это не выдающаяся запись для KISS, но, думаю, это великолепная запись как таковая» (Игра слов: Record (Запись/Рекорд). «I go on record saying it’s not a great KISS record but I think it’s a really great record», — Пол Стэнли, 1996[6]
- «Как записи Kiss, я бы поставил ей 0. Как плохой записи Genesis, я бы поставил ей двойку». «As a KISS record I’d give it a zero. As a bad Genesis record, I’d give it a two». — Джин Симмонс, 2003[7]
- «Мы сделали много песен в духе „Fuck me, suck me“, и мы подумали, что нам нужно пойти немного в другом направлении». «We’ve done a lot of fuck me suck me songs and we thought we might like to go a slightly different route». — Пол Стэнли, 1982[8]
- «Я возненавидел этот альбом, он был глазурью на верхушке торта, когда я покинул группу. Я послушал запись, взял кассету и разбил её о стену». «I hated that album, that was the icing on the cake when I quit the group. I listened to it, I took the tape and smashed it against the wall». — Эйс Фрэйли, 2001 Behind the Makeup

Группа и продюсер решили разработать полноценный концептуальный альбом из короткой  фэнтезийной истории, задуманной Симмонсом, представив его как саундтрек к блокбастеру. По словам Симмонса, фильм был запущен в производство и уже начался кастинг, но в итоге проект оказался в аду разработки.
Версия Music from „The Elder“, выпущенная в США, Европе и Бразилии, содержала иной порядок песен, нежели изначально задумывалось. Такой порядок был выбран для того, чтобы подчеркнуть «The Oath» и «A World Without Heroes» как потенциальные синглы, поскольку эти две песни начинали каждую сторону пластинки. Одним из последствий этого изменения стало нарушение повествовательного потока истории альбома. «Когда альбом вышел, мы оказались в неловком положении», — сказал Симмонс.

## Список композиций
«Правильная версия»; Переиздание 1997 года
| №                   | Название                                  | Автор(ы)                               | Основной вокал              | Длительность |
| ------------------- | ----------------------------------------- | -------------------------------------- | --------------------------- | ------------ |
| 1.                  | «Fanfare» (с англ. — «Фанфара»)           | Пол Стэнли, Боб Эзрин                  | инструментальное исполнение | 1:22         |
| 2.                  | «Just a Boy» (с англ. — «Просто мальчик») | Стэнли, Эзрин                          | Стэнли                      | 2:25         |
| 3.                  | «Odyssey» (с англ. — «Одиссея»)           | Тони Пауэрс                            | Стэнли                      | 5:37         |
| 4.                  | «Only You» (с англ. — «Только Ты»)        | Джин Симмонс                           | Симмонс, Стэнли             | 4:17         |
| 5.                  | «Under the Rose» (с англ. — «Под розой»)  | Эрик Карр, Симмонс                     | Симмонс                     | 4:52         |
| 6.                  | «Dark Light» (с англ. — «Тёмный свет»)    | Эйс Фрейли, Антон Фиг, Лу Рид, Симмонс | Фрейли                      | 4:19         |
| Общая длительность: | Общая длительность:                       | Общая длительность:                    | Общая длительность:         | 22:52        |

| №                   | Название                                               | Автор(ы)                      | Основной вокал              | Длительность |
| ------------------- | ------------------------------------------------------ | ----------------------------- | --------------------------- | ------------ |
| 7.                  | «A World Without Heroes» (с англ. — «Мир без героев»)  | Стэнли, Эзрин, Рид, Симмонс   | Симмонс                     | 2:41         |
| 8.                  | «The Oath» (с англ. — «Клятва»)                        | Стэнли, Эзрин, Пауэрс         | Стэнли                      | 4:32         |
| 9.                  | «Mr. Blackwell» (с англ. — «Мистер Блакуэлл»)          | Симмонс, Рид                  | Симмонс                     | 4:53         |
| 10.                 | «Escape from the Island» (с англ. — «Побег с острова») | Фрейли, Карр, Эзрин           | инструментальное исполнение | 2:52         |
| 11.                 | «I» (с англ. — «Я»)                                    | Симмонс, Эзрин                | Стэнли, Симмонс             | 4:00         |
| 12.                 | «Finale» (с англ. — «Финал»)                           | Стэнли, Симмонс, Фрейли, Карр | инструментальное исполнение | 1:04         |
| Общая длительность: | Общая длительность:                                    | Общая длительность:           | Общая длительность:         | 20:02        |

Оригинальная версия
| №                   | Название            | Автор(ы)                  | Основной вокал              | Длительность |
| ------------------- | ------------------- | ------------------------- | --------------------------- | ------------ |
| 1.                  | «The Oath»          | Стэнли, Эзрин, Пауэрс     | Стэнли                      | 4:33         |
| 2.                  | «Fanfare»           | Стэнли, Эзрин             | инструментальное исполнение | 1:00         |
| 3.                  | «Just a Boy»        | Стэнли, Эзрин             | Стэнли                      | 2:34         |
| 4.                  | «Dark Light»        | Фрейли, Фиг, Рид, Симмонс | Фрейли                      | 4:12         |
| 5.                  | «Only You»          | Симмонс                   | Симмонс, Стэнли             | 4:22         |
| 6.                  | «Under the Rose»    | Карр, Симмонс             | Симмонс                     | 4:48         |
| Общая длительность: | Общая длительность: | Общая длительность:       | Общая длительность:         | 21:29        |

| №                   | Название                 | Автор(ы)                      | Основной вокал              | Длительность |
| ------------------- | ------------------------ | ----------------------------- | --------------------------- | ------------ |
| 7.                  | «A World Without Heroes» | Стэнли, Эзрин, Рид, Симмонс   | Симмонс                     | 2:39         |
| 8.                  | «Mr. Blackwell»          | Симмонс, Рид                  | Симмонс                     | 4:49         |
| 9.                  | «Escape from the Island» | Фрейли, Карр, Эзрин           | инструментальное исполнение | 2:51         |
| 10.                 | «Odyssey»                | Пауэрс                        | Стэнли                      | 5:49         |
| 11.                 | «I»                      | Симмонс, Эзрин                | Стэнли, Симмонс             | 3:54         |
| 12.                 | «Finale»                 | Стэнли, Симмонс, Фрейли, Карр | инструментальное исполнение | 1:04         |
| Общая длительность: | Общая длительность:      | Общая длительность:           | Общая длительность:         | 21:06        |

Японская версия
| №                   | Название                             | Автор(ы)              | Основной вокал              | Длительность |
| ------------------- | ------------------------------------ | --------------------- | --------------------------- | ------------ |
| 1.                  | «Fanfare» (Написано мелкими буквами) | Эзрин, Стэнли, Пауэрс | инструментальное исполнение | 1:22         |
| 2.                  | «Just a Boy»                         | Стэнли, Эзрин         | Стэнли                      | 2:36         |
| 3.                  | «Odyssey»                            | Пауэрс                | Стэнли                      | 5:28         |
| 4.                  | «Only You»                           | Симмонс               | Симмонс, Стэнли             | 4:15         |
| 5.                  | «Under the Rose»                     | Карр, Симмонс         | Симмонс                     | 4:52         |
| Общая длительность: | Общая длительность:                  | Общая длительность:   | Общая длительность:         | 18:33        |

| №                   | Название                 | Автор(ы)                    | Основной вокал      | Длительность |
| ------------------- | ------------------------ | --------------------------- | ------------------- | ------------ |
| 6.                  | «Dark Light»             | Фрейли, Фиг, Рид, Симмонс   | Фрейли              | 4:17         |
| 7.                  | «A World Without Heroes» | Стэнли, Эзрин, Рид, Симмонс | Симмонс             | 2:43         |
| 8.                  | «The Oath»               | Стэнли, Эзрин, Пауэрс       | Стэнли              | 4:31         |
| 9.                  | «Mr. Blackwell»          | Симмонс, Рид                | Симмонс             | 4:53         |
| 10.                 | «I»                      | Симмонс, Эзрин              | Стэнли, Симмонс     | 3:53         |
| Общая длительность: | Общая длительность:      | Общая длительность:         | Общая длительность: | 20:17        |

## Участники записи
- Джин Симмонс — бас-гитара; ритм-гитара в песне «Only You»; основной вокал
- Пол Стэнли — ритм-гитара; вокал, основная гитара в «A World Without Heroes», «Just a Boy» и «The Oath»
- Эйс Фрейли — основная гитара; вокал, бас гитара в «Dark Light», «The Oath» и «Under the Rose», акустическая гитара в «A World Without Heroes»
- Эрик Карр — ударные; бэк-вокал, акустическая гитара в песне «Under the Rose»

Приглашённые музыканты:
- Боб Эзрин — продюсер; клавишные, бас-гитара в песне «Escape from the Island».
- Тони Пауэрс — клавишные на «Odyssey»
- Аллан Швартзберг — ударные в песне «Odyssey» и в песне «I»

## Чарты
Альбом
| Чарт (1981)                           | Лучший результат |
| ------------------------------------- | ---------------- |
| Australian Albums (Kent Music Report) | 11               |
| Австрия (Ö3 Austria)                  | 12               |
| Нидерланды (Album Top 100)            | 39               |
| Германия (Offizielle Top 100)         | 10               |
| Italian Albums (Musica e Dischi)      | 23               |
| Japanese Albums (Oricon)              | 21               |
| Норвегия (VG-lista)                   | 7                |
| Швеция (Sverigetopplistan)            | 19               |
| Великобритания (UK Albums Chart)      | 51               |
| США (Billboard 200)                   | 75               |

Синглы — Billboard (США)
| Год  | Сингл                    | Чарты                    | Позиция |
| ---- | ------------------------ | ------------------------ | ------- |
| 1982 | «A World Without Heroes» | Pop Singles (Поп-синглы) | 57      |

Singles — Billboard (Великобритания)
| Год  | Сингл                    | Чарт        | Позиция |
| ---- | ------------------------ | ----------- | ------- |
| 1981 | «A World Without Heroes» | Pop Singles | 55      |

Singles — Billboard (Австрия)
| Год  | Сингл | Чарт        | Позиция |
| ---- | ----- | ----------- | ------- |
| 1981 | «I»   | Pop Singles | 24      |

Singles — Billboard (Германия)
| Год  | Сингл | Чарт        | Позиция |
| ---- | ----- | ----------- | ------- |
| 1981 | «I»   | Pop Singles | 62      |

Синглы — Billboard (Нидерланды)
| Год  | Сингл | Чарт        | Позиция |
| ---- | ----- | ----------- | ------- |
| 1981 | «I»   | Pop Singles | 48      |

## Дополнительные факты
- «The Oath» была исполнена группой в «Kiss Kruise III» и «Kiss Kruise IV».